# Veza Canetti
Veza Canetti (geboren am 21. November 1897 in Wien als Venetiana Taubner; gestorben 1. Mai 1963 in London) war eine österreichische Dichterin und Übersetzerin. Ihre Eltern waren Hermann Taubner und Rahel Taubner geb. Calderon. Verheiratet war Veza Canetti seit 1934 mit dem nachmaligen Nobelpreisträger Elias Canetti.  
Viele ihrer Kurzgeschichten erschienen in den 1930er Jahren  in der Wiener Arbeiter-Zeitung und zeitgleich in der sozialistischen Presse im In- und Ausland. Veza Canetti schrieb Theaterstücke und Romane, die vor, während und vor allem auch nach dem Zweiten Weltkrieg trotz vieler Bemühungen von ihr und ihrem Umfeld nicht veröffentlicht werden konnten. Ihre Wiederentdeckung hingegen knapp dreißig Jahre nach dem Tod führte zur erfolgreichen Publikation ihrer Kurzgeschichten, Romane und Theaterstücke im Hanser Verlag.

## Leben
Venetiana Taubner war die Tochter einer sephardischen Mutter und eines ungarisch-jüdischen Vaters, die zunächst in der Leopoldstadt, dem 2. Wiener Bezirk, in der Ferdinandstraße lebte. Diese solle ihr später als Inspiration für die Kurzgeschichten des Bandes Die gelbe Straße gedient haben. Nach dem Ersten Weltkrieg war die hoch begabte Literaturkennerin zunächst als Englischlehrerin und Übersetzerin tätig. 1924 begegnete sie dem späteren Literaturnobelpreisträger Elias Canetti, den sie 1934 heiratete.
Veza Canetti gehörte zum engeren Kreis um Karl Kraus, stand aber gleichzeitig dem Austromarxismus nahe. In der Wiener Arbeiter-Zeitung erschien im November 1933 ihre Erzählung Der Kanal. Veza Canetti publizierte im Malik-Verlag und in Exilzeitschriften unter den Pseudonymen Veronika Knecht, Martha Murner, Martina Murner und Veza Magd. Unter letzterem Pseudonym erschienen ihre Übersetzungen aus dem Englischen. Ernst Fischer habe den Kontakt zum Malik-Verlag hergestellt.
Ihre eigenen Romane fanden zu ihren Lebzeiten keinen Verleger; die Manuskripte zu einem Roman über Kaspar Hauser und zum Thema „Die Genießer“ hat sie zerstört. Der erhaltene Roman Die Schildkröten ist autobiographisch geprägt und verarbeitet ihre Flucht nach England. Zwei weitere Romane Die Kunstblume und The Response sowie zwei Theaterstücke gelten als verschollen.
Über Jahrzehnte hinweg war Veza Canetti die literarische Ratgeberin ihres Mannes, dessen Werke sie im Exil lektorierte. Inwieweit dieser ihre eigene literarische Tätigkeit gefördert hat, ist umstritten. Als Germanisten in den 1980er Jahren auf das schmale publizierte Werk Veza Canettis aufmerksam wurden, behauptete Elias Canetti, seine (um acht Jahre ältere) Gattin habe, durch ihn angeregt, 1931 zu schreiben begonnen, und gab ab 1990 einige Manuskripte aus ihrem Nachlass zur Publikation frei – in seiner dreibändigen Autobiografie ist allerdings von Vezas eigener schriftstellerischer Arbeit nicht die Rede. In seinem Nachlass befinden sich Entwürfe zu Kapiteln dieses Werkes, in denen er ausführlich auf ihre literarische Tätigkeit eingeht. Er meinte, letztendlich ihr Schreiben nicht besprechen zu können, ohne sie als gescheitert darzustellen, was er unbedingt zu vermeiden suchte. Das Verhältnis Vezas zu ihrem erst nach ihrem Tod berühmt gewordenen Mann gilt als ein schwieriges, nicht zuletzt wegen seiner häufigen und intensiven Beziehungen zu anderen Frauen. Mit jenen war sie jedoch oftmals, wie auch im Falle der Künstlerin Anna Mahler, befreundet. Zudem kamen Diskussionen darüber auf, ob er Veza zu Abtreibungen genötigt habe.
Veza Canetti hatte ihren linken Arm als Jugendliche bei einem Unfall mit einem Pferd verloren. Dies sei für sie mitunter Grund gewesen, gesellschaftliche Treffen, zu denen ihr Mann und sie eingeladen wurden, aus Scham zu meiden.
Veza Canetti starb 1963 in London, wo sie und ihr Mann seit dem „Anschluss Österreichs“ 1938 lebten. Zu ihrem Freundeskreis im Exil gehörten auch H. G. Adler und Erich Fried.
Gerüchte, denen zufolge sie Selbstmord begangen habe, beruhen nicht auf Tatsachen, sondern beziehen sich anscheinend auf Bemerkungen, die sie zu Lebzeiten gegenüber ihrem Mann geäußert haben soll. Sie wollte nach 1945 auf keinen Fall nach Wien zurück, denn dort würden die Nazis „bald alle jüdische Pässe haben“, so urteilte sie über ihre Landsleute.

## Ehrungen

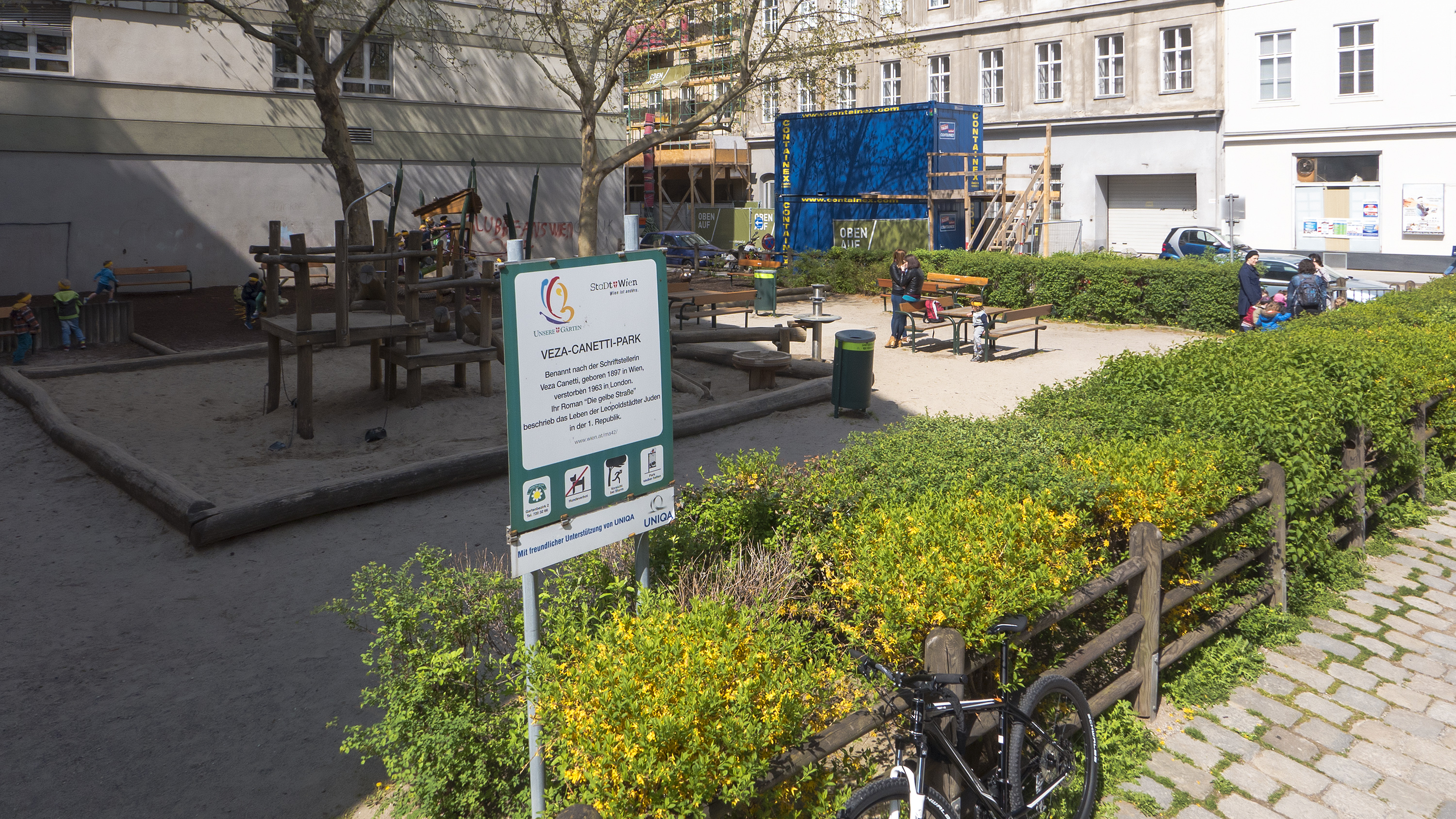
Veza-Canetti-Park in Wien

- Der Veza-Canetti-Park in Wien-Leopoldstadt wurde 2003 nach ihr benannt.[12]
- Gedenkplakette zu ihren Ehren: „Die Wahrheit darin ist verschüttet.“ Wien-Leopoldstadt, Ferdinandstraße 29 (Widmungstafel an ihrem Schreibhaus), Einweihung am 6. Mai 2013.[13]
- Veza-Canetti-Preis der Stadt Wien seit 2014, Literaturpreis, dotiert mit jährlich 10.000 Euro.
- Die Münze Österreich gab 2024 eine 50-Euro-Goldmünze der Serie „Heimat großer Töchter“ mit dem Porträt Canettis aus.[14]

## Werke
- Neuausgaben im Carl Hanser Verlag, München
  - Die gelbe Straße. Roman, 1990.
  - Der Oger. Ein Stück, 1991.
  - Geduld bringt Rosen. 1992.
  - Die Schildkröten. Roman, 1999.
  - Der Fund. Erzählungen und Stücke. 2001.
- mit Elias Canetti: Briefe an Georges. Hanser, München 2006, ISBN 3-446-20760-0; hanser.de (Memento vom 18. Mai 2014 im Internet Archive; PDF; 71 kB)

## Übersetzungen
- Graham Greene: Die Kraft und die Herrlichkeit. Ins Deutsche übersetzt von Veza Magd. Heinemann & Zsolnay, London 1947.